# Hanns Marschall
Hanns Marschall (eigentlich Johannes Ickes; * 17. Juni 1896 in Berlin; † 12. August 1966 in Bad Brückenau) war ein deutscher Schriftsteller und Drehbuchautor.

## Leben und Wirken
Johannes Ickes hatte früh zu schreiben begonnen. Unter dem Pseudonym Hanns Marschall veröffentlichte er in rund drei Jahrzehnten zahlreiche Romane wie „Der Mann, den die Welt nicht sah“, „Die Truhe aus Peking“, „Yvette hat sich zu früh verliebt“, „Verhängnisvolle Nacht“, „Brillanten“, „Der Täter bin ich“, „Die Großen im Kleinen“, „Oel brennt in Persien“, „Der Bettler von der Pont des Dames“, „Herr Kobin geht auf Abenteuer“, „Von 1 bis 3. Das Geheimnis zweier Nachtstunden“, „Der Fall Bang“, „Wilhelmstrasse 76“, „Wo ist Lanis Carlson?“ und „Schüsse am Libanon“.
Im Dezember 1928 stieß Hanns Marschall als Aufnahmeleiter bei Don Manuel, der Bandit zum Film. In den 1930er Jahren, vor allem im Dritten Reich bis Kriegsausbruch 1939, verfasste er eine Fülle von Drehbüchern zu (meist kurzen) Filmen. Auch an Harry Piels letzter Inszenierung kurz vor Kriegsende, Der Mann im Sattel, war Marschall beteiligt. Nach 1945 lieferte er (zusammen mit Jürgen von Alten) nur noch ein Filmmanuskript (1953) sowie 1954 die Idee zu der Strauss-Biografie Ewiger Walzer.

## Filmografie
Als Drehbuchautor:
- 1933: Schüsse an der Grenze
- 1933: Wenn ich König wär’
- 1934: La Paloma
- 1934: Herr Kobin geht auf Abenteuer
- 1935: Eine Nacht an der Donau
- 1936: Die Lokomotivenbraut (Kurzfilm)
- 1936: Mit Vollgas in die Ehe (Kurzfilm)
- 1936: Wochenendzauber (Kurzfilm, auch Regie)
- 1936: Die Leute mit dem Sonnenstich
- 1936: Hummel - Hummel
- 1936: Der silberne Löffel (Kurzfilm)
- 1937: Sein bester Freund
- 1937: Ohne Fleiß keinen Preis (Kurzfilm)
- 1938: Ein Lied von Liebe (Kurzfilm)
- 1938: Hochzeitsnacht (Kurzfilm)
- 1938: Ida (Kurzfilm)
- 1938: Müller contra Müller (Kurzfilm)
- 1939: Der Polizeifunk meldet
- 1939: Ein Lied verklingt (Kurzfilm)
- 1945: Der Mann im Sattel (UA: 2000)
- 1953: Die große Schuld